# Закерзонье

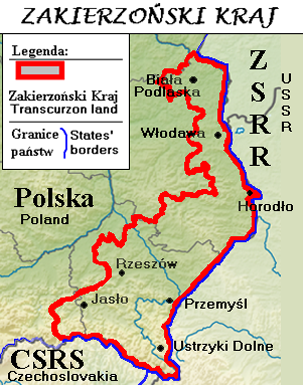
Закерзонье

Закерзо́нье (укр. Закерзоння; пол. Zakerzonie) — публицистическое название, данное частью историков и публицистов землям, расположенным к западу от линии Керзона, которые, по их мнению, находятся на бывшей украинской этнической и исторической территории: Лемковщина, Надсанье и части Любачовщина, Равщина, Сокальщина, Холмщина и Подляшье. Эта была территория площадью 19 000 км2 с населением около 2,5 млн человек.
Термин «Закерзонский край» использовался в публицистике ОУН-Б и номенклатуре УПА. Используется также украинскими националистическими политиками, по мнению которых, эта область принадлежит к украинским этническим землям.
По условиям советско-польского договора от 16 августа 1945 года (незначительно изменены советско-польским договором 1951 года) эти земли отошли к Польше.
В 1944—1946 годах около 480 000 украинцев было переселено в СССР. Параллельно шло переселение поляков с территории СССР в Польшу.
В 1947 году в результате проведения операции «Висла» около 150 тысяч украинцев были депортированы из родных земель в северные районы Польши.